# Славко Свињаревић
Славко Свињаревић (Сремски Карловци, 6. април 1935) је био југословенски репрезентативац који је играо на позицији дефанзивног играча.

## Каријера
Фудбалом је почео да се бави у Стражилову а касније је наставио да игра у клубу Војводина. Дошао је у тим као нападач међутим, тренери су му саветовали да промени позицију и постане дефанзивац. Добро се сналазио у тој позицији с обзиром да је знао како се крећу нападачи јер је и сам био нападач. Убрзо је затим добио позив из репрезентације те је и дебитовао 16. маја 1962. у утакмици против Немачке у Београду.
Године 1962. је био учесник Светског првенства у Чилеу где је репрезентација освојила четврто место. Исте године је и престао да игра у репрезентацији.
После играња у Немачкој вратио се у земљу и почео да тренира у клубовима у Кикинди и Бечеју.